# Galeria Nacional d'Atenes

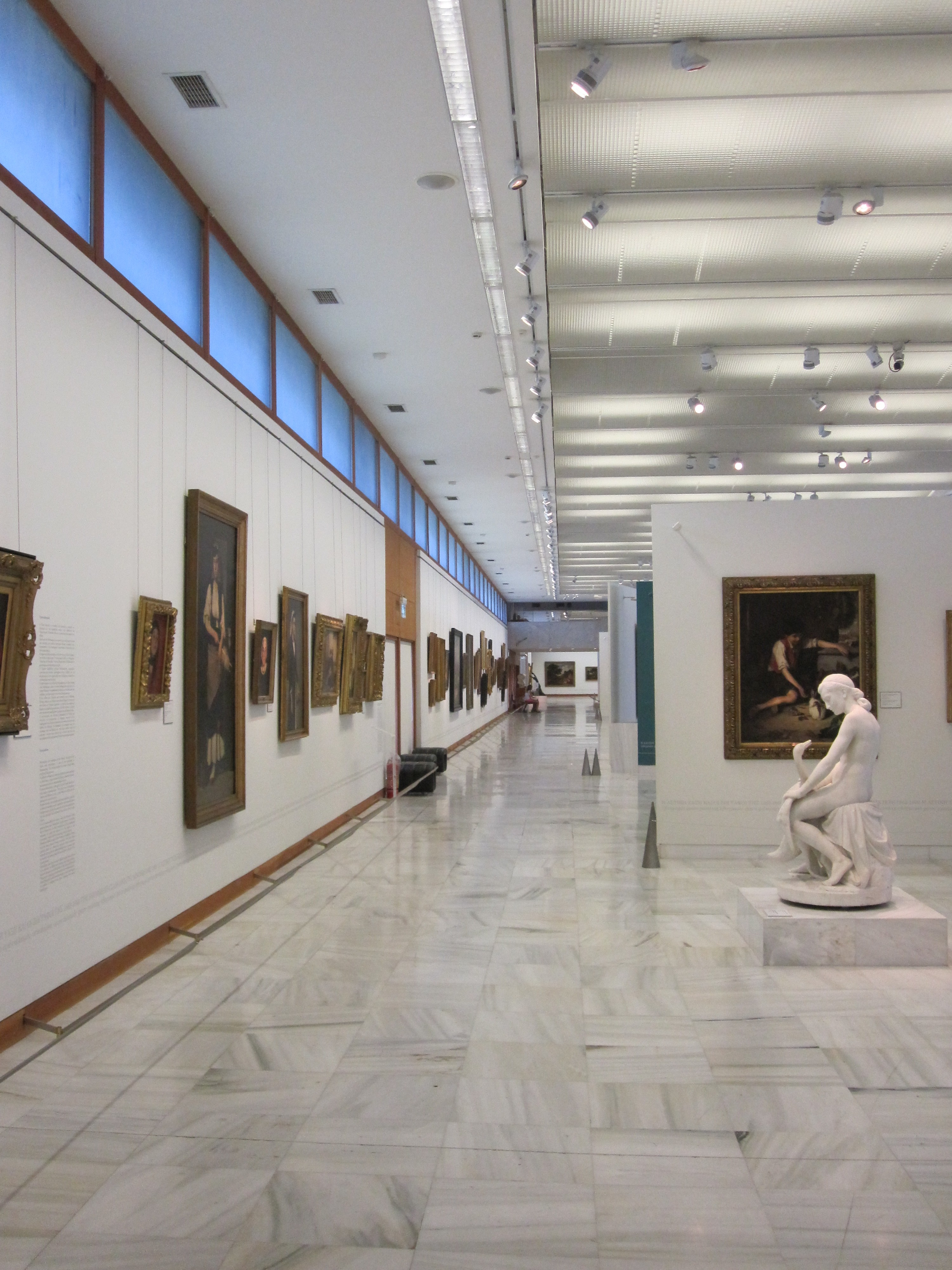

La Galeria Nacional d'Art (en grec: Εθνική Πινακοθήκη, Ethniki Pinakothiki) és un museu d'art situat a l'avinguda Vasilissis Sofias al districte de Pangrati, Atenes, Grècia. Està dedicat a l'art grec i europeu des del segle xiv fins al segle xx. Està dirigida per Marina Lambraki-Plaka.
L'edifici recentment renovat es va reobrir després de 8 anys de treballs, el 24 de març de 2021, un dia abans del 200 aniversari de la Guerra de la Independència de Grècia.

## Història
Es va establir el 1878 com una petita col·lecció de 117 obres exposades a la Universitat d'Atenes. L'any 1896, Alexandros Soutzos, jurista i amant de l'art, va llegar la seva col·lecció i patrimoni al govern grec aspirant a la creació d'un museu d'art. El museu es va obrir l'any 1900 i el primer conservador va ser Georgios Jakobides, un famós pintor grec que va ser membre del moviment artístic de l'Escola de Múnic. Després de la Segona Guerra Mundial es van iniciar les obres d'un nou edifici. Després de traslladar les escultures a la nova Glyptotheque Nacional, hi ha un debat per renovar l'edifici principal i construir una nova ala.

## Col·leccions
Les exposicions de la galeria se centren principalment en l'art grec post-romà d'Orient. La galeria posseeix i exposa també una extensa col·lecció d'artistes europeus. Especialment valuosa és la col·lecció de pintures del Renaixement.

### Renaixement
- Joachim Beuckelaer Market Scene
- Jan Brueghel the Younger The Virgin in Paradise
- Jan Brueghel the Elder
- Dürer
- El Greco The Concert of the Angels, Christ on the Cross with the Two Maries and St John, Saint Peter
- Luca Giordano Esther and Ahasuerus
- Jacob Jordaens The Adoration of the Shepherds
- Zanino di Pietro Virgin with Child and Angels
- Jacopo del Sellaio Saint Jerome in the desert
- Giovanni Battista Tiepolo Eliezer and Rebecca, The Agony in the Garden
- Lorenzo Veneziano Crucifixion
- David Vinckeboons Wine Harvest

### Segles XVII-XX
- Ivan Aivazovsky Burning of the Turkish flagship
- Pieter Aertsen
- Jacob Beschey Moses Drawing Water from the Rock
- Braque
- Antoine Bourdelle
- Canaletto
- Raffaello Ceccoli
- Cecco del Caravaggio Youth with musical instruments
- Eugène Delacroix Mounted Greek Warrior
- Henri Fantin-Latour Still Life
- Jacques Linard Still Life
- Claude Lorrain
- Albert Marquet
- Henri Matise
- Willem van Mieris Lady with the Parrot
- Piet Mondrian Landscape with a mill
- Antony Francis van der Meulen
- Francesco Pize
- Pablo Picasso Composition
- Piranesi
- Francis Picabia
- Rembrandt
- Auguste Rodin
- Peter Paul Rubens The Feast of the Epiphany, Adoration of the Shepherds
- Maurice Utrillo

### Artistes grecs
| - Ioannis Altamouras - George Bouzianis - Leonidas Drosis - Nikos Engonopoulos - Demetrios Farmakopoulos - Alekos Fassianos - Lazaros Fytalis - Nikolaus Gysis - Demetrios Galanis - Theophilos Hatzimihail - Nikos Hadjikyriakos-Ghikas - Georgios Jakobides - Nikos Kessanlis - Ioannis Kossos - Nikiphoros Lytras - Polychronis Lempesis - Konstantinos Maleas - Yannis Moralis - Dimitris Mytaras - Theocharis Mores | - Nikos Nikolaou - Pericles Pantazis - Andreas Pavias - Konstantinos Parthenis - Yiannis Psychopedis - Georgios Roilos - Lucas Samaras - Theodoros Stamos - Panayiotis Tetsis - Epameinondas Thomopoulos - Yannis Tsarouchis - Kostas Tsoklis - Stephanos Tzangarolas - Theodoros Vryzakis - Spyros Vassiliou - Konstantinos Volanakis - Odysseas Phokas |  |

## Dades
Aproximadament quatre milions de persones han visitat la Galeria Nacional en els últims catorze anys. La seva activitat d'exposició està secundada principalment per patrocinadors que cobreixen fins a la meitat del seu pressupost.
La Galeria Nacional ha obert els últims anys sucursals a Nàuplia, Esparta i Corfú.

## Informació del visitant
La galeria està situada en l'avinguda Vassilissis Sofias, enfront de l'Hilton Athens en el districte de Pangrati. Es pot arribar amb el metro d'Atenes, estació Evangelismos. Havia estat tancat des de març de 2013 a causa de les obres d'ampliació i reobert al març de 2021. El Glyptotheque Nacional està situada en l'"Alsos Stratou" (Parc Militar) en Goudi, prop de l'avinguda Kanellopoulou i es pot arribar amb el metro d'Atenes, estació Katehaki.

## Galeria

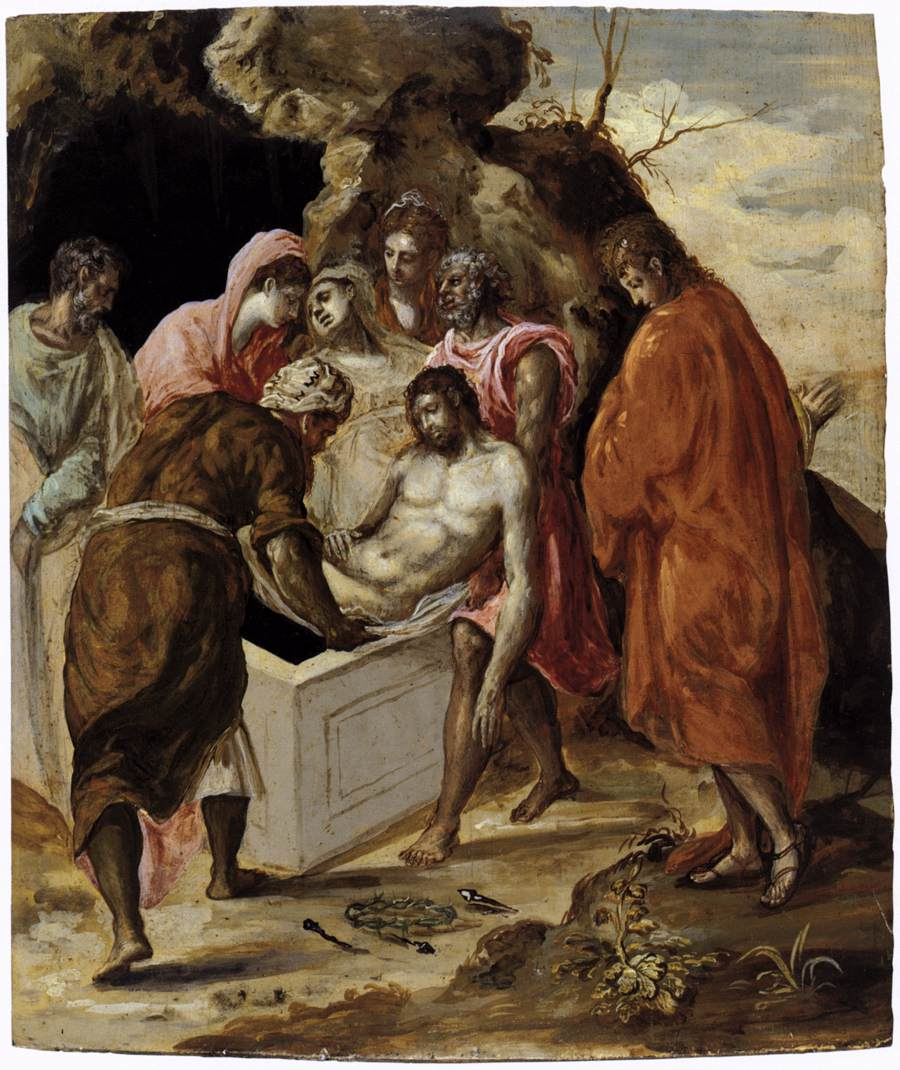
The Entombment of Christ per El Greco
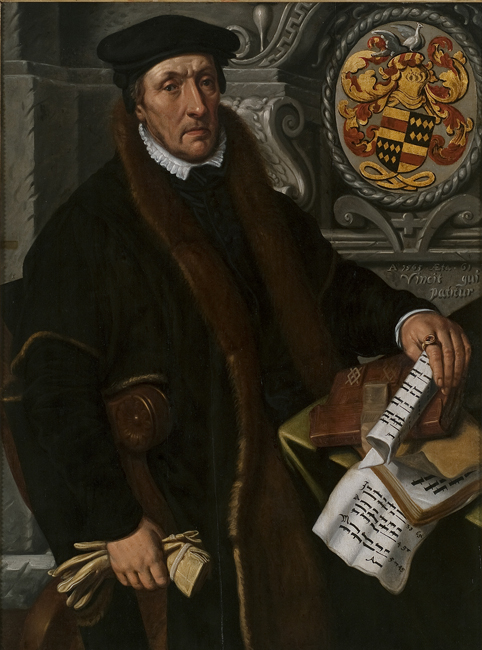
Retrat de Simon Marten Dircsz per Pieter Aertsen
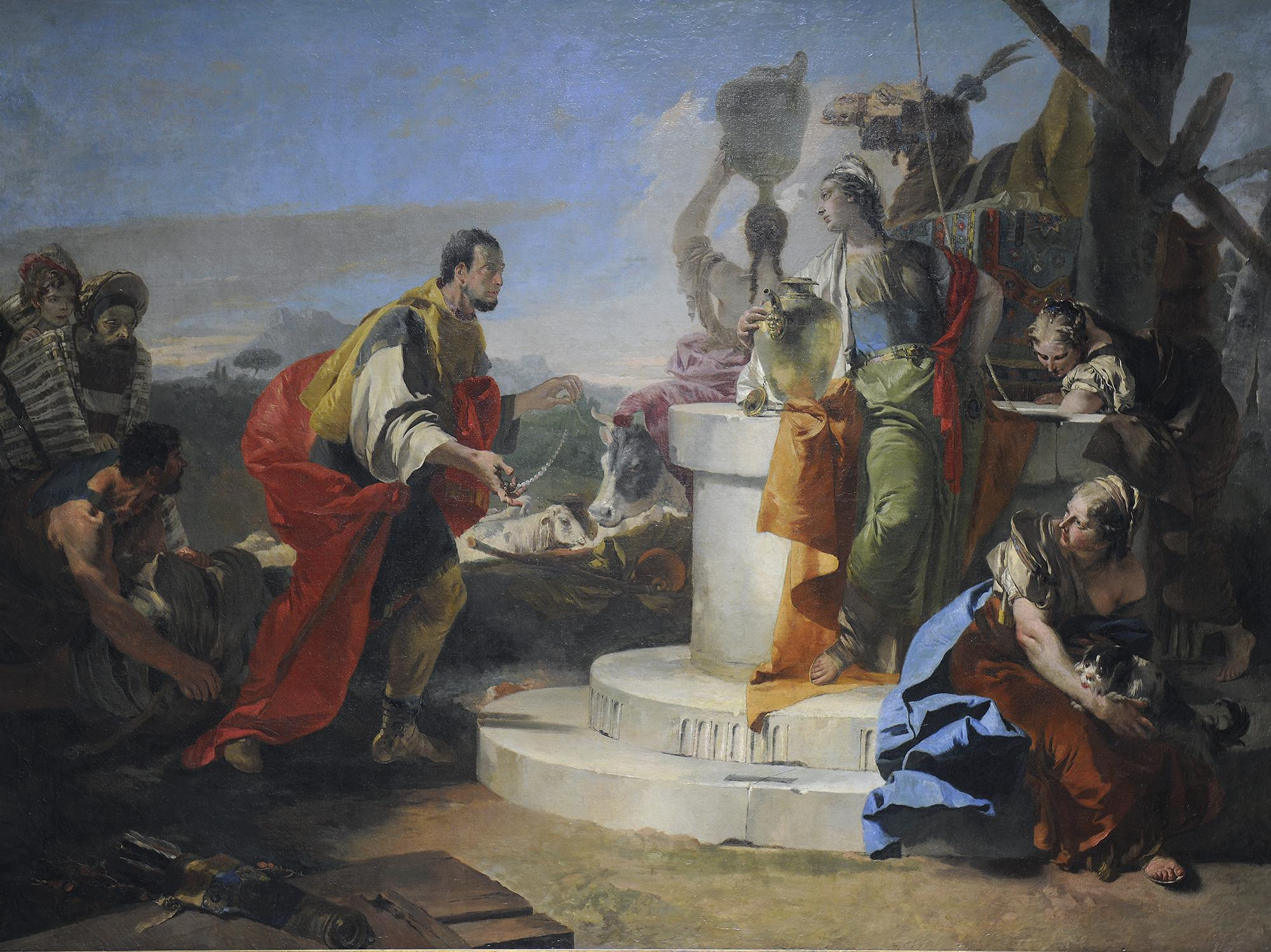
Eliezer i Rebecca de Tiepolo
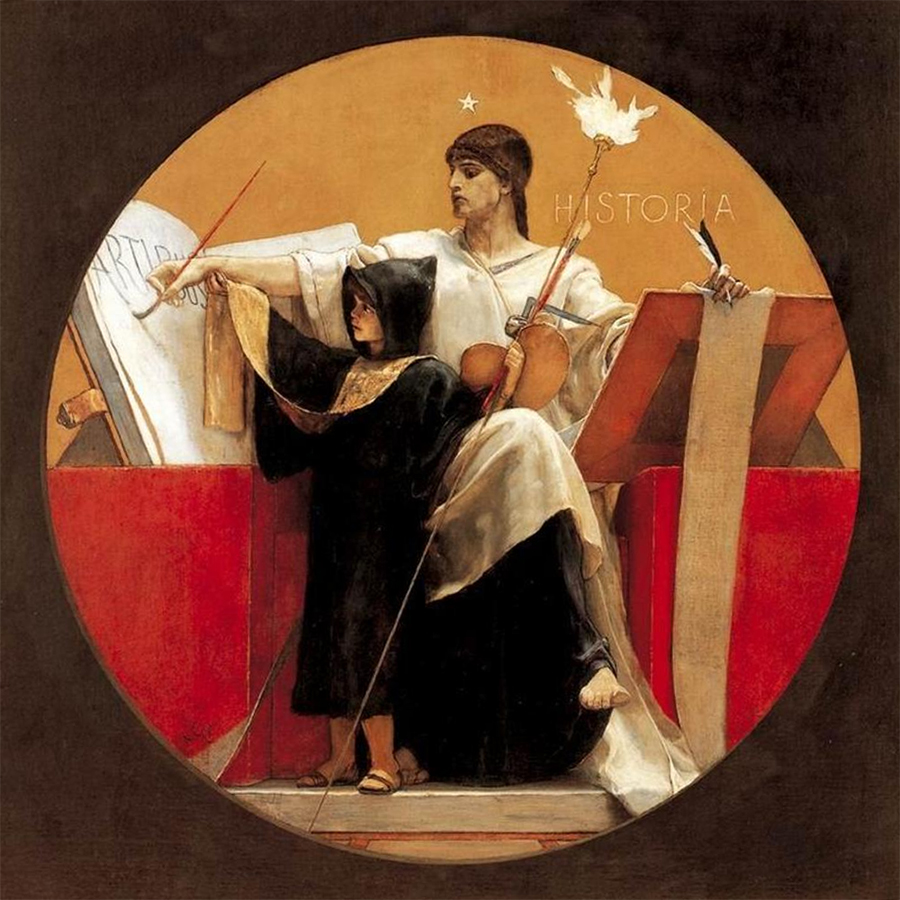
Ηistoria (Al·legoria de la Història) de Nikolaos Gyzis (1892)
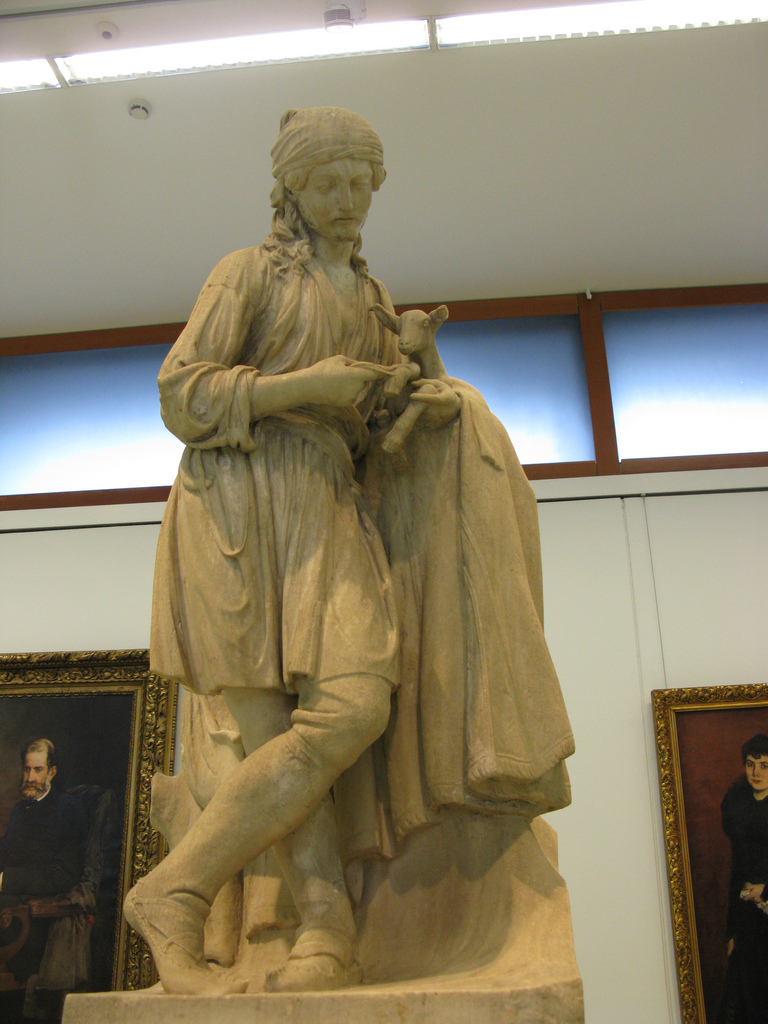
Seferd amb cabra bebè per Lazaros Fytalis
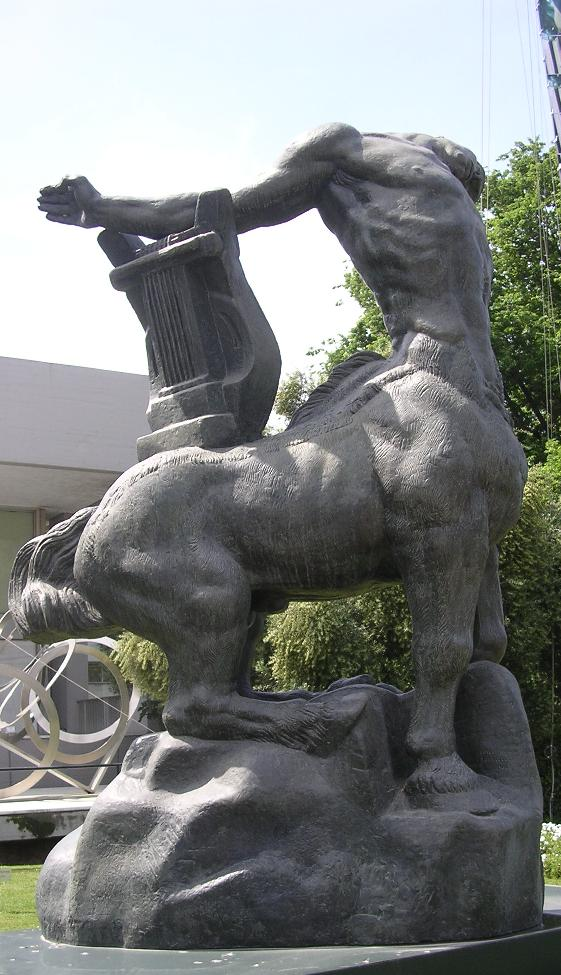
Centaur moribund d'Antoine Bourdelle (1914)
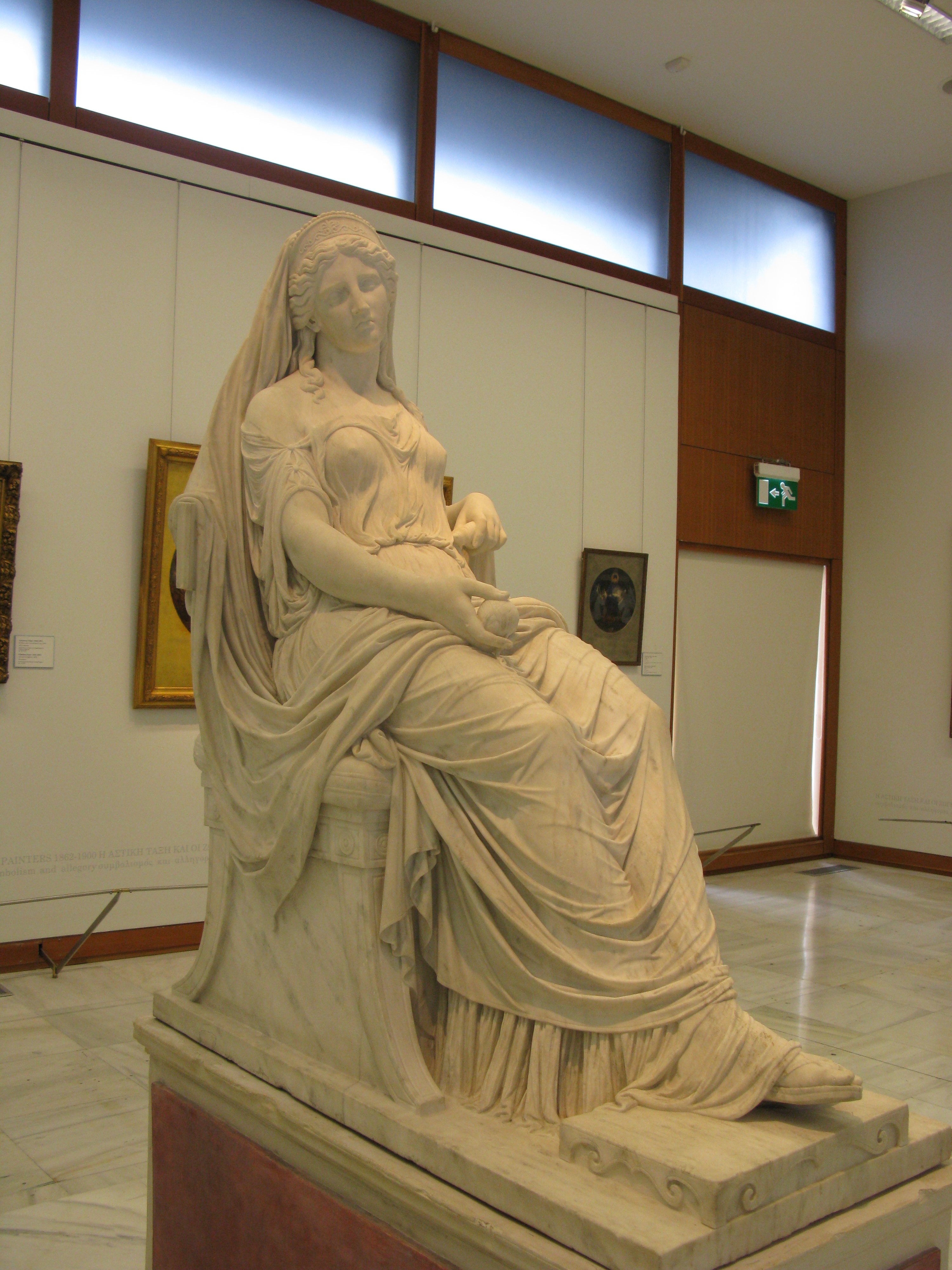
Penélope, escultura de Leonidas Drosis